# Sistema de fortes de Valdivia

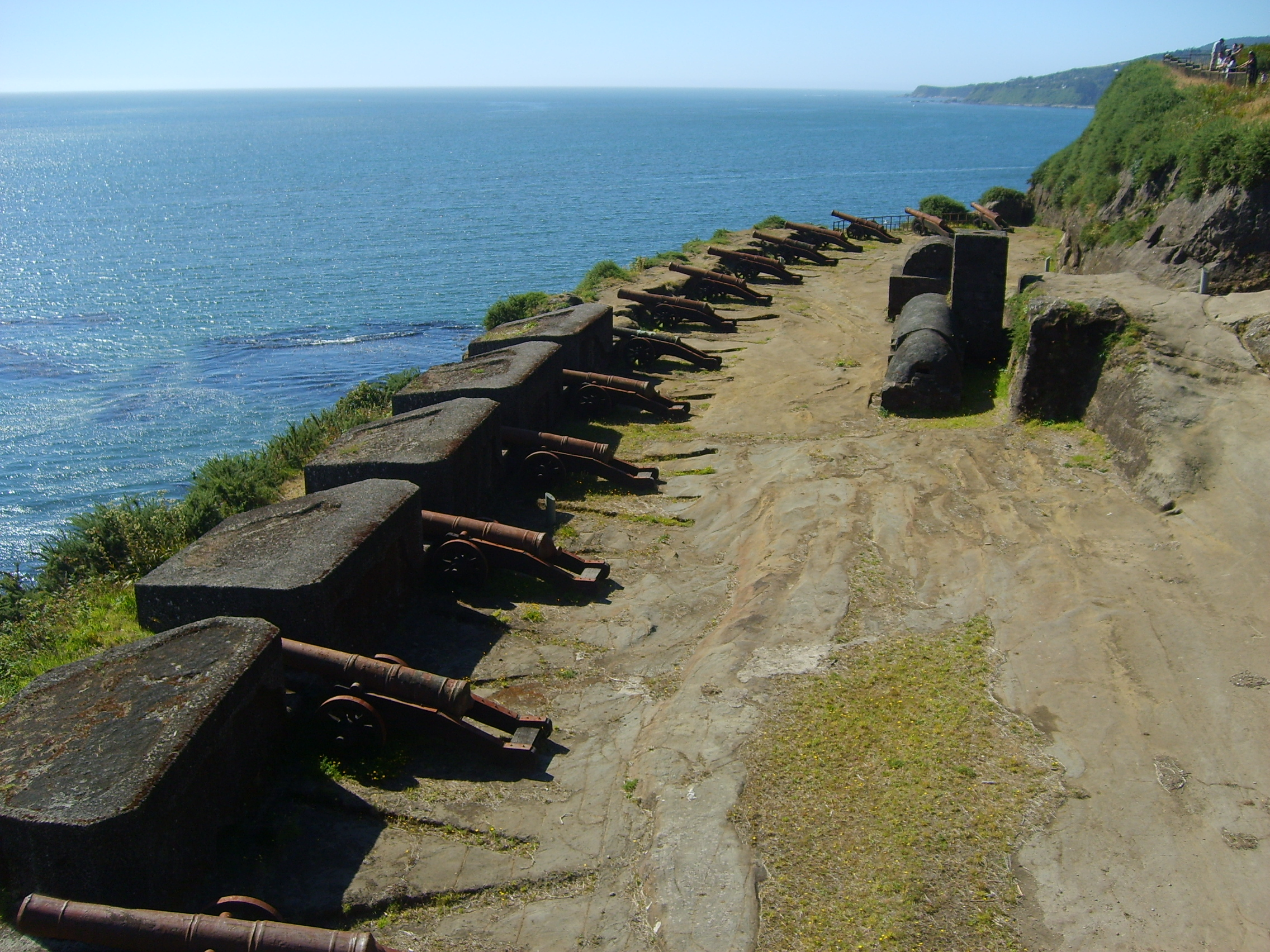
Bateria do Castelo da Pura e Limpa Concepção de Monfort de Lemus, Valdívia.

O sistema de fortes de Valdivia localiza-se na baía de Corral, nos arredores da cidade de Valdivia, no litoral sul do Chile.
Conhecido como "Chave do Mar do Sul", trata-se de um dos maiores sistemas de fortificações coloniais da América espanhola. A sua função era não apenas a de defender o acesso marítimo à cidade de Valdivia das potências coloniais estrangeiras, piratas e corsários, mas também de servir como base para as embarcações espanholas que faziam a rota do Cabo Horn.

## História

### Antecedentes
Valdivia foi inicialmente estabelecida em 1552 com o nome de "Santa María la Blanca de Valdivia" pelo conquistador Pedro de Valdivia, fundador de Santiago de Chile. Um ano após o desastre de Curalaba (1598) a povoação foi abandonada pelos espanhóis e destruída pelos Mapuches.
A área ficou desabitada por muitos anos até que, em 1643, a expedição neerlandesa de Hendrik Brouwer, ali tentou estabelecer uma colônia, sem sucesso. A iniciativa neerlandesa naquele trecho da costa da capitania-geral do Chile, fez com que o vice-rei do Peru, Pedro de Toledo y Leiva, marquês de Mancera, refundasse Valdívia e ordenasse a construção de um sistema de fortalezas, fortes e baterias que defendesse o seu porto. Dois anos depois eram fundados os fortes de Corral, Niebla e de Mancera e, em 1658 iniciava-se a construção do Forte de Amargos. Esse conjunto de fortificações ficou conhecida como a "chave do mar do sul": junto com a Fortaleza de Filipe e o Forte de São Diego de Acapulco, constituía o eixo defensivo espanhol no Oceano Pacífico.

### O século XVI
O ambicioso projeto iniciou-se no ano de 1635 com o levantamento cartográfico da área. Na ilha Mancera, ao centro dos demais fortes projetados, foi erguido o Castelo de São Pedro de Alcântara (1645) e, em torno de si, foram edificadas as fortificações de Corral, Niebla e Amargos. O Castelo de São Sebastião também foi iniciado em 1645.
A última das fortificações construídas foi o Castelo da Pura e Limpa Concepção de Monfort de Lemus, em 1671.
Apesar do seu porte, este sistema defensivo não entrou em ação até 1820 quando sofreu o assalto das forças independentistas do Chile durante a campanha de captura de Valdivia. Até então esse sistema pertencia administrativamente ao vice-reinado do Peru e não à capitania-geral do Chile.

## Características

### O Castelo de São Pedro de Alcântara

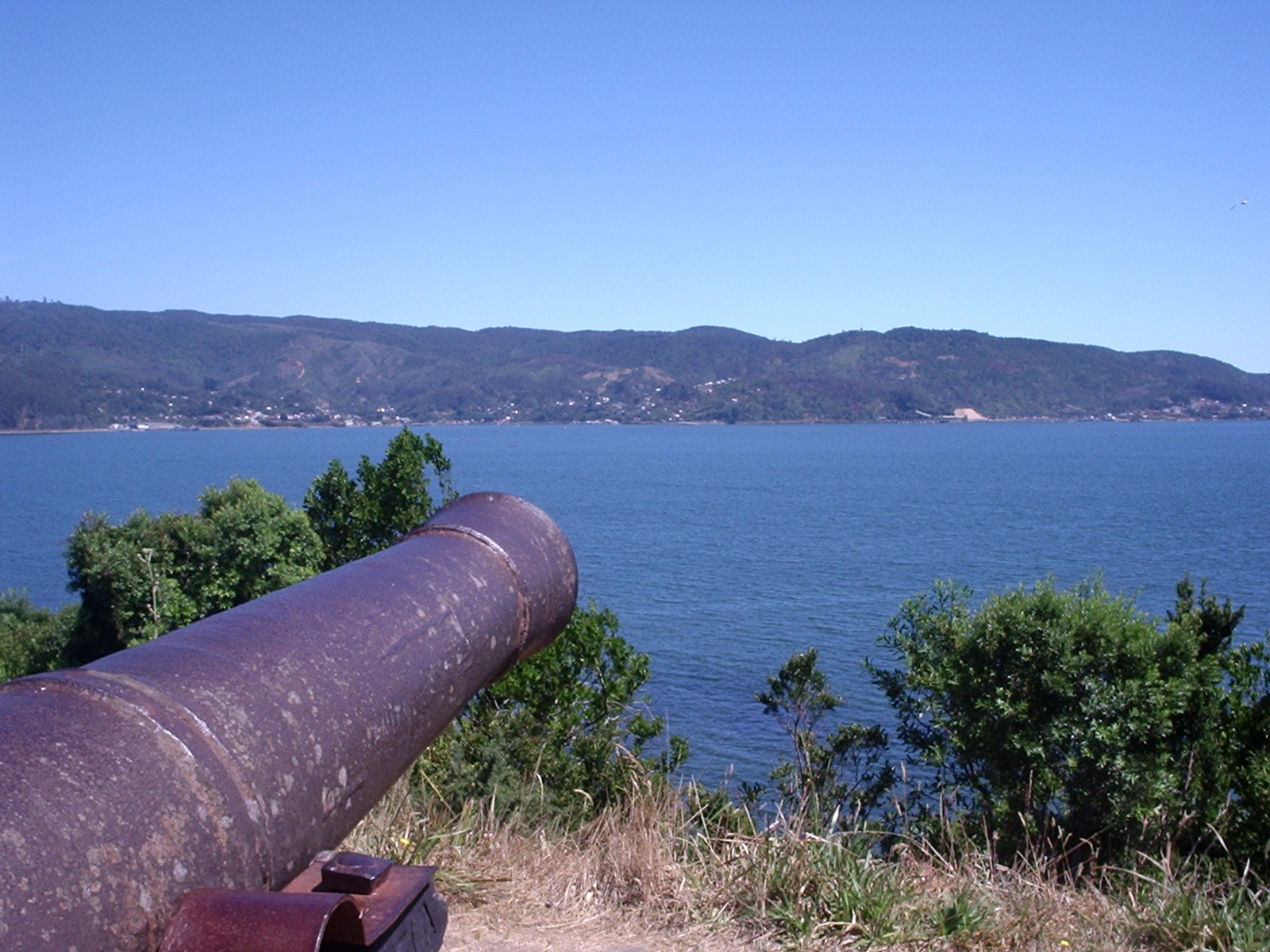
Castelo de São Pedro de Alcântara, Valdivia, Chile.

O chamado Castelo de São Pedro de Alcântara era a principal fortaleza do complexo. Foi edificada na ilha de Constantino, depois denominada ilha Mancera, em homenagem ao vice-rei.
Com dois baluartes, artilhado com pelo menos vinte peças de artilharia de grosso calibre, as suas muralhas eram cercadas por um fosso. Em seu interior erguiam-se oito edificações de alvenaria de pedra e treze de madeira, compreendendo a Casa do Governador, os Quartéis, a Casa da Palamenta, o paiol de pólvora, um hospital (1764) e a Igreja de Santo Antônio (1774).
Este forte foi conquistado em 1820 pelo almirante Thomas Alexander Cochrane durante a captura de Valdivia.

### Castelo da Pura e Limpa Concepção de Monfort de Lemus
Esta fortaleza foi edificada em 1671, em Niebla, assim batizado em homenagem ao então vice-rei do Peru, Pedro Antonio Fernández de Castro, conde de Lemos. Em seu terrapleno erguiam-se as edificações de serviço, entre as quais se destacam o paiol de pólvora, um forno e uma igreja. Artilhada com catorze peças, cruzava fogos com as fortificações de Corral e Amargos.
O monumento foi restaurado em 1992 com recursos dos governos chileno e espanhol, no contexto das comemorações do Quinto Centenário do Descobrimento da América.
Atualmente abriga um museu histórico.

## Mapa do sistema de fortes
1. Fuerte Aguada del Inglés
2. Fuerte de San Carlos
3. Batería del Barro

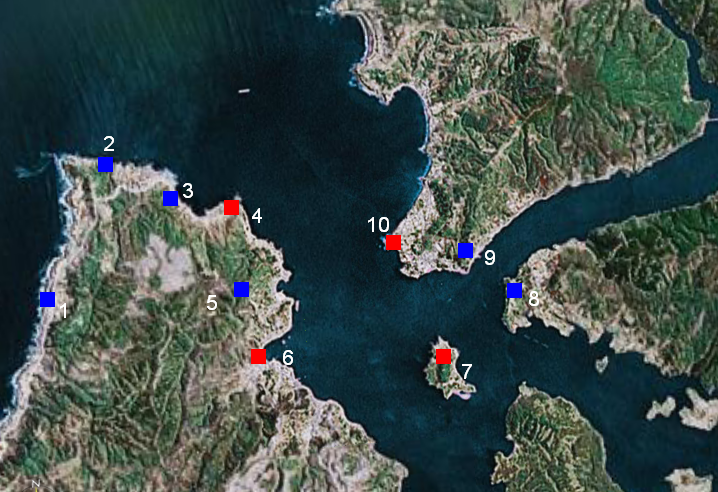
Mapa da baía de Corral com a distribuição das suas fortificações.

4. Castillo de San Luís de Alba de Amargos
5. Batería y Reducto de Chorocamayo
6. Castillo de San Sebastían de la Cruz (Corral)
7. Castillo de San Pedro de Alcántara (Isla Mancera)
8. Batería del Carbonero
9. Batería del Piojo
10. Castillo de la Pura y Limpia Concepción de Monfort de Lemus (Niebla)